# Riksdagen 1965
Riksdagen 1965 ägde rum i Stockholm.
Riksdagens kamrar sammanträdde i riksdagshuset den 11 januari 1965. Riksdagsarbetet inleddes ceremoniellt genom riksdagens högtidliga öppnande i rikssalen på Stockholms slott den 12 januari. Första kammarens talman var Erik Boheman (FP), andra kammarens talman var Fridolf Thapper (S). Riksdagen avslutades i första kammaren den 15 december och i andra kammaren den 16 december 1965.